# Athrycia nigripalpis
Athrycia nigripalpis är en tvåvingeart som beskrevs av Robineau-desvoidy 1863. Athrycia nigripalpis ingår i släktet Athrycia och familjen parasitflugor.
Artens utbredningsområde är Frankrike. Inga underarter finns listade i Catalogue of Life.